# Todestage
Todestage ist das zehnte Album der deutschen Dark-Metal-Gruppe Eisregen aus Thüringen und erschien 2013 über das Label Massacre Records.

## Titelliste
1. Waldgott
2. Todestag
3. DSDSL (Deutschland sucht die Superleiche)
4. Höllenfahrt
5. Lang lebe die Nadel
6. Familienbande (Vater Tod und Mutter Nacht)
7. Oh wie sie schrie
8. Mitternacht
9. Oststern
10. Tot / Untot
11. Seele mein

Die limitierte Digipak-Version erhielt noch als Bonus einen zwölften Titel namens Eisenherz. Es handelt sich musikalisch um das gleiche Lied wie Mitternacht, nur mit einem anderen Text versehen, der von Michael Roths Sohn Quentin Roth eingesungen wurde und von dem Comic-Helden Iron Man aus dem Hause Marvel handelt. Der Junge hatte den Text dazu – mit Unterstützung seines Vaters – selbst geschrieben.

## Hintergrund
Das Album sollte ursprünglich bereits am 15. November 2013 erscheinen, die Veröffentlichung der bereits fertig gepressten Scheiben wurde dann jedoch vom Label gestoppt. Die offizielle Stellungnahme von Massacre Records sprach nur davon, dass bei der Herstellung des Albums „ein Fehler“ geschehen sei und nun „die gesamte Auflage umgearbeitet werden muss“. Damit galt die ursprüngliche Version schlicht als Fehlpressung.
Sie unterscheidet sich von der späteren, am 15. November 2013 veröffentlichten Fassung dadurch, dass sie 12 Lieder enthält, der sechste Titel ist hier ein Lied namens Flötenmongo. Ebenso geändert wurde das Cover des Albums. Auf diesem war u. a. auch ein Bild von einem offensichtlich behinderten Menschen, der auf einer Flöte spielt, zu sehen und wurde nun durch ein zweifarbiges Gruppenfoto von Eisregen – das Original war auf dem Cover der EP Eine erhalten enthalten – ersetzt.
Offiziell wurde kein Zusammenhang zwischen dem gestrichenen Lied und der vollständigen Neupressung des Albums gezogen. Anzunehmen ist, das wohl einer weiteren Indizierung eines Albums der Gruppe vorgebeugt werden sollte. Es lief wohl auch eine rechtliche Auseinandersetzung im Hintergrund, die mit der Darstellung eines Menschen mit Down-Syndrom zusammenhing und das Label dazu bewogen hatte, kurz vor der Veröffentlichung die gesamte Erstpressung verschwinden zu lassen. Die genauen Hintergründe wurden dabei offiziell aber nie geklärt. Michael Roth bestätigte in einem Interview aber, dass eine Klage der Grund dafür war: „Wenige Tage vor Release des Todestage Albums gab es eine Privatklage hinsichtlich des Albumcovers, auf die unsere Plattenfirma reagieren musste. Die komplette Erstauflage musste eingestampft und neu gepresst werden, aus Vorsichtsmaßnahme wurde auch das gewisse Flötenlied entfernt, was allerdings einzig Entscheidung der Plattenfirma war.“
Aufgrund der Vorbestellungen waren jedoch einige Werke bereits am ursprünglichen Veröffentlichungstag ausgeliefert worden. Auch müssen einige Werke regulär in den Verkauf gelangt sein, da es eine Rückrufaktion gab. Die genaue Zahl der ursprünglichen Alben, die so ihren Weg auf den Markt gefunden haben, ist dabei nicht bekannt. Offiziell wurde allerdings nicht bestätigt, dass dies tatsächlich der Fall war.
Der Umstand, dass zunächst von der Gruppe als auch dem Label keine Stellungnahme erfolgte, hatte auch dazu geführt, dass das Album im Netz eine Reihe schlechter Bewertungen erhalten hatte.
Das betreffende Lied fand sich, in einer textlich abgeänderten Version, dann im April 2014 unter dem Namen Tausendschweiner auf der EP Flötenfreunde. „Es wäre schade um das Lied gewesen, und daher die etwas zeitversetzte Auswertung als MCD“, meinte Roth dazu. „Da wir schon dabei waren, habe ich dem Song gleich ein neues, von mir verbrochenes Flötensolo beigemengt und ein paar brandneue Stücke wie „Rotes Meer“ gibt es ebenfalls zu hören. Also ist die 'Flötenfreunde'-Scheibe schon ein hübscher Release geworden, wie ich finde.“

## Rezeption
Moritz Grütz von metal1.info gab dem Album 8/10 Punkte und hob die nun wieder härtere Gangart im Vergleich zu den Vorgängern hervor: „Es geht wieder etwas härter zur Sache. Nach dem bisweilen fast poppigen Vorgänger 'Rostrot' kehren EISREGEN hier deutlich zu ihren Wurzeln zurück: Der Klargesang gehört ebenso der Vergangenheit an wie seichte Melodien – stattdessen bestimmen wieder hartes Riffing und Doublebass-Passagen das Bild.“ Rein von der Musik her sei das Werk allerdings nichts Besonderes: „Alles in allem jedoch halten sich EISREGEN auf „Todestage“ nicht lange mit Musikalität auf – kompositorische Finesse oder musikalische Virtuosität sucht man deshalb auch auf dem zehnten Album der Band vergebens. Das geht jedoch voll in Ordnung – dürften die wenigsten Fans die Band ihrer Progressivität und ihres musikalischen Anspruchs wegen lieben.“ Noch den letzten, eher durchwachsenen Alben gehe die Musik nun wieder in die richtige Richtung: „'Todestage' ist das Album, auf das EISREGEN-Jünger seit 'Blutbahnen' oder gar seit 'WW' gewartet haben und somit ein Pflichtkauf für alle Fans.“
Bei EMP bezeichnete Andreas Reissnauer das Album als eine musikalische Weiterentwicklung: „'Todestage' ist ein durchaus gelungenes Jubiläumswerk. Vielschichtig, abwechslungsreich und musikalisch weiter verbessert, wissen Eisregen, wie man ein Album dynamisch und lebendig gestaltet, sei es durch Stimmungs- und Tempovariation oder durch gezielten Keyboardeinsatz. Erstaunlicherweise wird auf 'Todestage' auch wieder richtig hart geknüppelt“.
Musikreview.de sah das Album als gelungene Rückbesinnung an ältere Zeiten der Gruppe: „EISREGEN wenden mit 'Todestage' den Blick zurück. Sie sind wieder härter und metallischer, als in den letzten Jahren und das tut ihnen verdammt gut. Gelungenes Album.“
Auf tommeks-musikwelt.de vergab „Pascal“, der von sich sagte, dass Todestage sein erstes Eisregen-Album darstellte, dem Werk 4 von 5 Punkten. Er urteilte, dass das eine gewisse Anlaufzeit nötig sei: „Dennoch muss man sich die meisten Songs mehrmals geben, wenn man etwas von ihnen behalten will, hängen bleibt zunächst nicht allzu viel.“ Dennoch handle es sich um eine gute Veröffentlichung: „Auch wenn nicht jeder Song vollkommen überzeugt, kommt [das Album] sehr atmosphärisch und düster rüber und passt entsprechend wohl nicht zu jeder Stimmung. Die dargebotene Musik ist aber wirklich sehr gut und sollte Interessenten an der Marke 'Black Metal made in Germany' durchaus ansprechen können.“
Mike Tüllmann empfand auf terrorverlag.com die nun wieder härter Gangart als passend, bemängelte jedoch, dass es keinerlei Weiterentwicklung bei Eisregen mehr gäbe: „Die mittlerweile 10.Scheibe liegt mit 'Todestage' vor und sie bietet natürlich nichts Neues. Aber damit hat man ja mächtig Erfolg, weshalb also was ändern? Zu Gute halten muss man den Thüringern ihre positive Engstirnigkeit und die konsequente Verweigerung einer Weiterentwicklung.“

## Sonstiges
Michael Roths hier noch sehr junger Sohn Quentin Roth, der auf dem Bonus-Track Eisenherz des Albums singt, zog später mit seinem Vater ein gemeinsames Musikprojekt namens Roth auf. Deren Debüt Nachtgebete erschien 2021 über Massacre Records, wobei Quentin Roth nicht selbst sang, dafür aber die gesamte Musik komponiert und sämtliche Texte – bis auf eine Ausnahme – verfasst hatte.